# Michael Umaña
Michael Umaña Corrales (* 16. Juli 1982 in Santa Ana, Costa Rica) ist ein ehemaliger costa-ricanischer Fußballspieler.

## Vereinskarriere
Der Abwehrspieler begann seine Karriere beim AD Carmelita, wechselte 2003 zum CS Herediano und 2005 in die US-amerikanische Major League Soccer zu den Los Angeles Galaxy. Das Engagement in den USA verlief allerdings alles andere als erfolgreich für ihn, so dass er 2006 wieder nach Costa Rica zurückkehrte, wo er aber beim Brujas FC zu keinem Einsatz kam. Weitere Stationen in Costa Rica waren CS Herediano und AD Municipal Liberia. Dann ging es wieder in die USA, danach nach Guatemala, wieder zurück nach Costa Rica, in den Iran und wieder retour, erneut in den Iran, wieder heim und derzeit spielt er in Guatemala, wo er zuletzt die Clausura 2019/2020 gewann.

## Karriere in der Nationalmannschaft
Umaña durchlief in Costa Rica diverse Jugend-Auswahlmannschaften und gehörte auch der Mannschaft anlässlich der Olympischen Spiele 2004 an.
Er gehörte auch dem Kader Costa Ricas für die Fußball-Weltmeisterschaft 2006 an. Während des Turniers kam er in allen drei Spielen der costa-ricanischen Fußballnationalmannschaft zum Einsatz.
Bei der Weltmeisterschaft 2014 in Brasilien erreichte er mit Costa Rica überraschend das Viertelfinale. Dort scheiterte die Nationalelf Costa Ricas denkbar knapp im Elfmeterschießen, bei dem auch Umaña verschoss, an den Niederlanden. Während des Turniers wurde Umaña viermal eingesetzt.
Umaña wurde auch für den Kader Costa Ricas bei der Copa América Centenario 2016 nominiert, aber nicht eingesetzt. Am 13. Juni 2017 bestritt er beim 2:1-Sieg gegen Trinidad & Tobago in der Qualifikation für die WM 2018 sein 100. Länderspiel. Für die WM wurde er aber nicht nominiert.